# Рамболл, Альфред
Альфред Рамболл (англ. Alfred Rumboll; 24 августа 1836 — 18 января 1911) — английский шахматист.
Участник 3-х конгрессов Британской шахматной федерации.

## Спортивные результаты
| Год  | Город     | Соревнование                                | + | −  | = | Результат | Место |
| ---- | --------- | ------------------------------------------- | - | -- | - | --------- | ----- |
| 1885 | Лондон    | 1-й конгресс Британской шахматной федерации | 4 | 11 | 0 | 4 из 15   | 13—14 |
| 1888 | Брэдфорд  | 4-й конгресс Британской шахматной федерации | 2 | 12 | 2 | 3 из 16   | 17    |
| 1892 | Лондон    | 7-й конгресс Британской шахматной федерации | 3 | 8  | 0 | 3 из 11   | 11    |
| 1893 | Бирмингем | Матч север против юга                       | 0 | 1  | 0 | 0 из 1    |       |
| 1894 | Лондон    | Матч север против юга                       | 1 | 0  | 0 | 1 из 1    |       |